# 大同工業短期大学
大同工業短期大学（だいどうこうぎょうたんきだいがく）は、愛知県名古屋市南区大同町2-21に本部を置いていた日本の私立大学である。1962年に設置され、1966年に廃止された。

## 概要

### 大学全体
- 学校法人大同学園[1]により1962年に開学した、私立短期大学[2]。
- 当初は1学科体制の単科短大として設置され[3][4]、翌年にはさらに学科の増設がなされ2学科体制となった[5][6]が、予て設置計画していた四年制大学への水増しにより[7]、開学から4年で短期大学としての使命を終えた[8]。

### 教育および研究
- 機械科、電気科の専門科目及び一般教育科目があった[9]。

## 沿革
- 1939年 - 大同工業学校が創設される[10]。
- 1948年 - 大同工業高等学校に改組される。
- 1960年
  - 12月 - 大同製鋼による短期大学の開設を決定する[11]
- 1961年
  - 9月 - 短期大学の設置認可の申請を文部省に行う[11]。
- 1962年
  - 1月20日 - 短期大学の設置が認可される[12]。
  - 4月1日 - 大同工業短期大学開学。機械科を置く[13]。
- 1963年
  - 4月1日 - 電気科を増設[14]。短期大学としての学生募集はこの年度の入学生を最後とする[注 2]。
- 1966年
  - 3月31日 - 短期大学としての使命を終える[15]。

## 基礎データ

### 所在地
- 愛知県名古屋市南区大同町2-21[16][注 1]

### 年度別学生数
| -        | 機械科    | 電気科   | 出典   |
| -------- | --------- | -------- | ------ |
| 入学定員 | 80        | 40       | -      |
| 総定員   | 160       | 80       | -      |
| 1962年   | 男82 女0  | -        | [ 17 ] |
| 1963年   | 男187 女0 | 男32 女0 | [ 18 ] |
| 1964年   | 男42 女0  | 男12 女0 | [ 19 ] |
| 1965年   | 男2 女0   | 男1 女0  | [ 20 ] |

## 教育および研究

### 組織

#### 学科[21]
- 機械科：入学定員80名
- 電気科：入学定員40名

#### 専攻科
- なし

#### 別科
- なし

#### 取得資格について
- 1962年に設置認可された短期大学の機械科において中学校教諭二級免許状（技術）の教職課程を置くことを認められる[22][23]

## 大学関係者と組織

### 大学関係者一覧

#### 大学関係者
- 錦織清治：当短大学長

## 施設

### キャンパス
- 当初、校舎の面積は2,124坪、敷地面積が1,765坪となっていた。知多郡知多町に運動場をおいていた。

## 対外関係

### 系列校
- 大同工業高等学校

## 卒業後の進路について

### 就職について
- 両学科とも一般企業における技術職に就いたものが多かったものとみられる。

### 編入学・進学実績
- 改組されたばかりの大同工業大学への編入学が認められていた。

## 関連サイト
- 大同工業大学の沿革と現況